# Bobří potok
Bobří potok je vodní tok patřící do povodí Ploučnice na severu Čech. Protéká okresy Děčín a Česká Lípa na rozhraní Ústeckého a Libereckého kraje. Pramení pod Bukovou horou v Českém středohoří, napájí cestou soustavu Holanských rybníků a končí v Novozámeckém rybníku nedaleko obce Zahrádky na Českolipsku.

## Popis toku

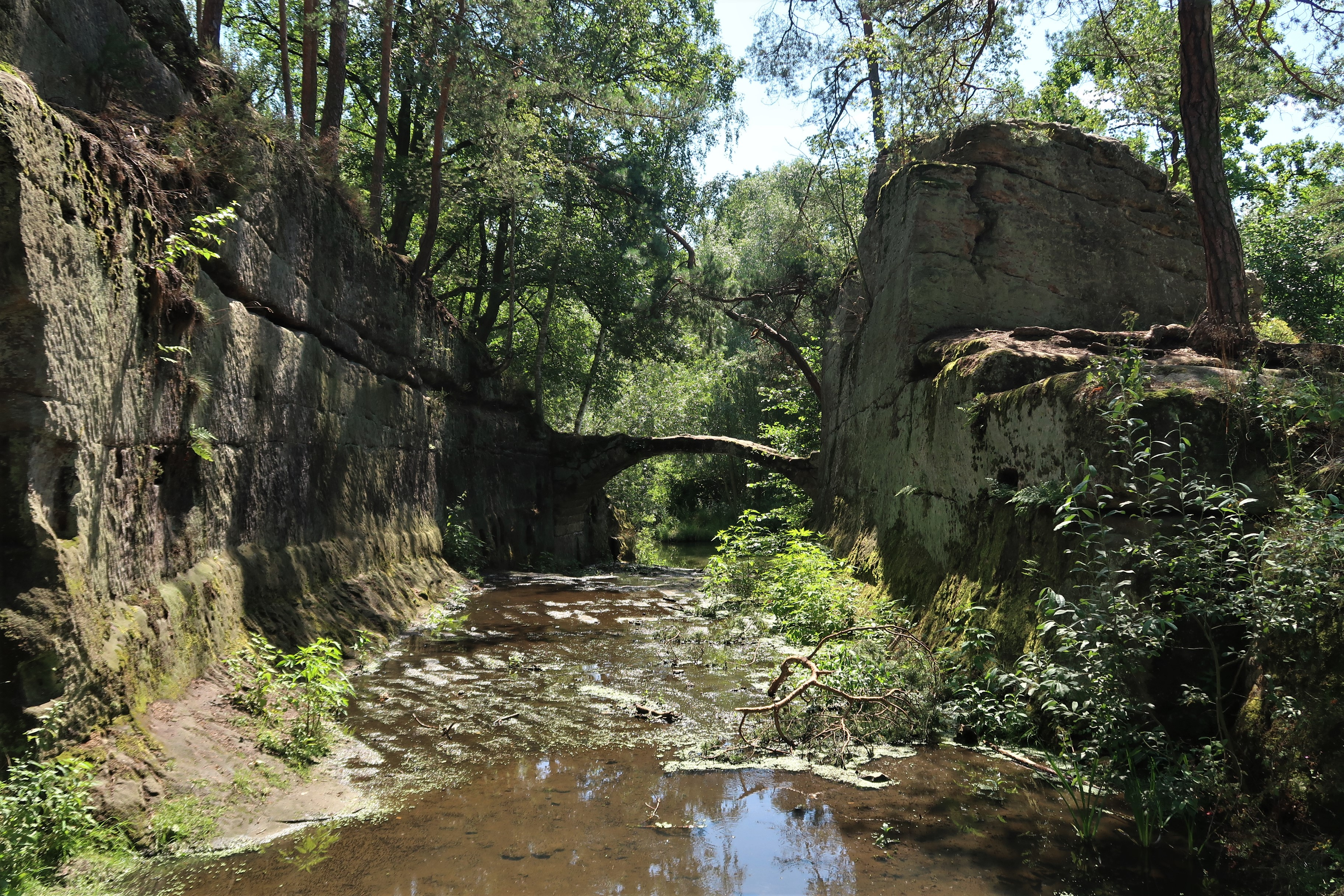
Kamenný most přes Bobří potok u Hrázského rybníka

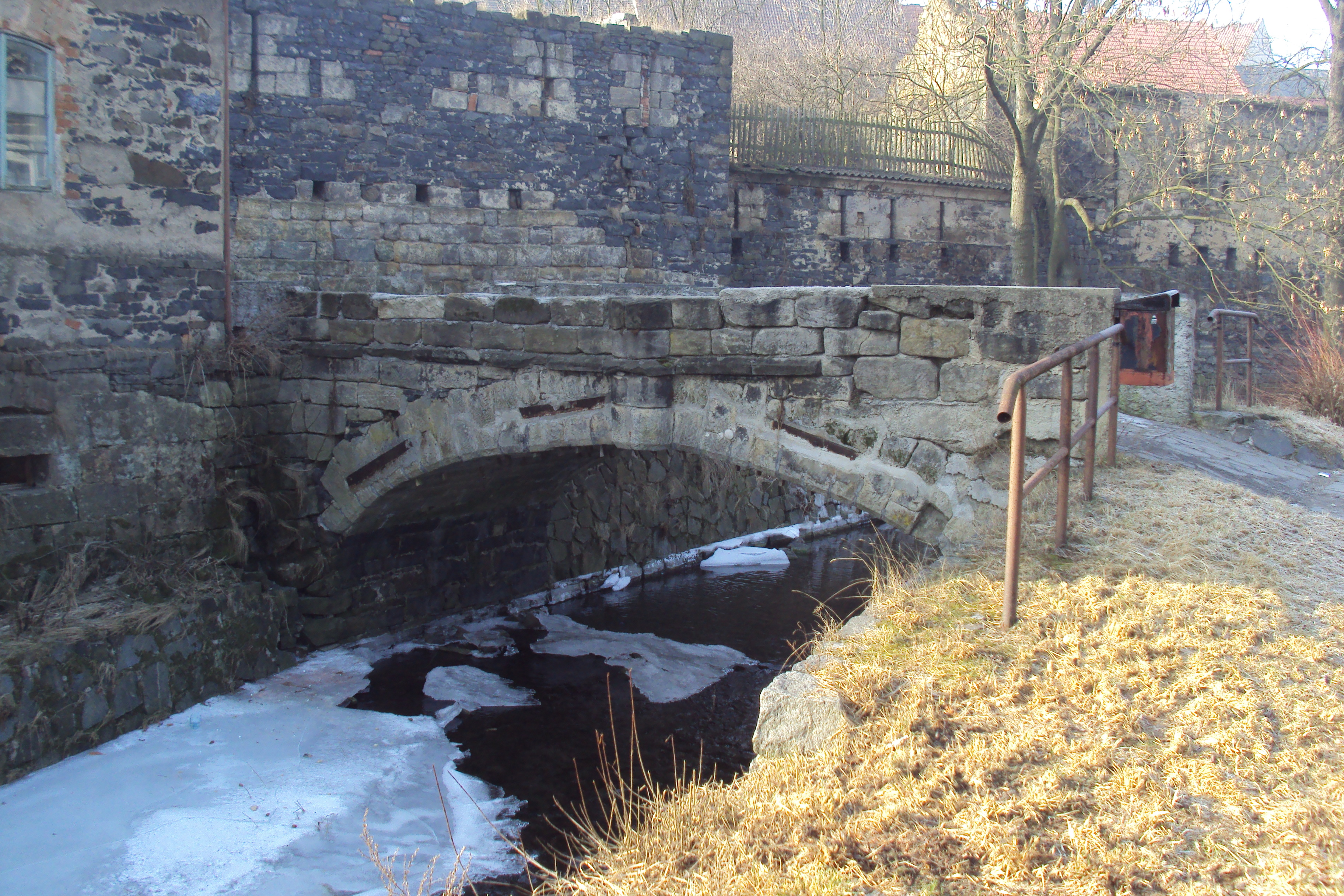
V Kravařích teče Bobří potok kolem hradeb městyse

Pramení ve výšce 594 m n. m. pod Bukovou horou na katastru vesnice Příbram. Protéká zprvu směrem na východ skrze Příbram, Verneřice, Loučky, tvoří Bobří vodopád v přírodní památce Bobří soutěska, pak se stáčí k jihu přes Kravaře na Českolipsku. Zde se obrací opět k východu přes vesnice Sezímky a Stvolínky. Za nimi napájí řadu mokřadů a rybníků – Dolanský, Hrázský, Milčanský a Holanský rybník (viz Holanské rybníky) Nedaleko obce Zahrádky se spojuje s Dolským potokem a napájí od jihu chráněný Novozámecký rybník (národní přírodní rezervace), kam přitéká přes Mnichovskou průrvu u Zahrádek. Tam jeho vody končí. Novozámecký rybník je napájen i Robečským potokem od východu, odtok z něj přes Novozámeckou průrvu je pojmenován jako pokračování Robečského potoka. Ten se za Českou Lípou u dubické pískovny z levé strany vlévá do Ploučnice, která pak protíná východní část Českého středohoří a míří na severozápad k soutoku s řekou Labe v Děčíně.
Plocha povodí je 126,9 km², délka toku 28,1 km, průměrný průtok u ústí 0,71 m³/sec.

## Využití
Horní část potoka je v péči rybářského revíru MO ČRS Děčín, je označena jako chráněná pstruhová voda č. 443 061 se zákazem rybaření. Poté je v péči MO ČRS Žandov (443060). Napájená soustava Holanských rybníků má různé vlastníky.

## Povodně
Potok se občas dostává až na III.povodňový stupeň a zaplavuje obce na jeho toku.[zdroj?]

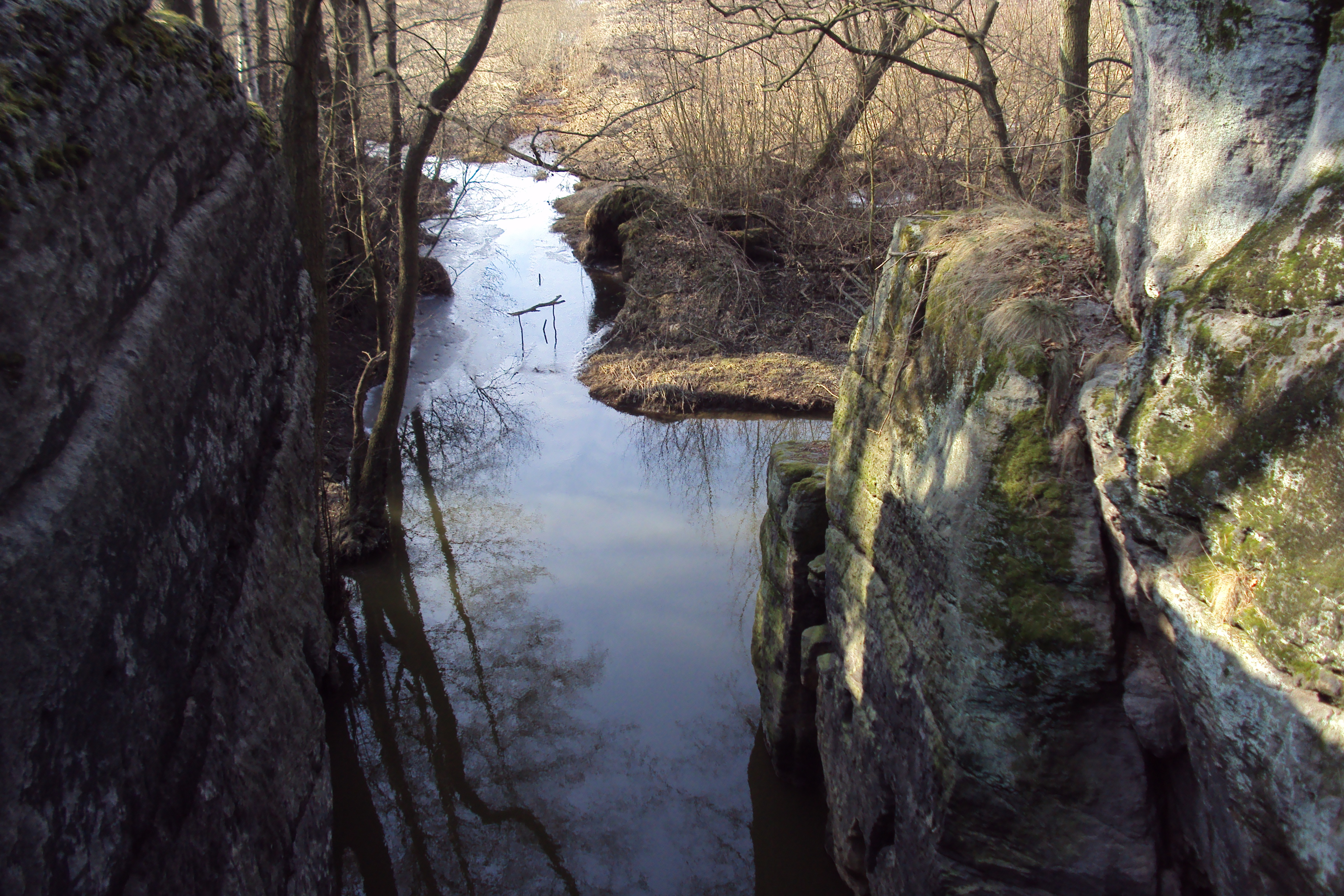
Před vtokem do Mnichovské průrvy